# سيباستيان سكيلاتشي
سيباستيان سكيلاتشي (بالفرنسية: Sébastien Squillaci) (11 أغسطس 1980 في طولون) لاعب كرة قدم فرنسي يلعب حاليا لصالح نادي الدرجة الأولى أرسنال الإنجليزي ومنتخب فرنسا في مركز قلب الدفاع.

## المسيرة الرياضية مع الأندية

### موناكو
بدأ سكيلاتشي مسيرته الرياضية في نادي طولون سنة 1997 ثم انتقل إلى نادي موناكو في السنة التالية حيث تم ضمه للفريق الرديف طوال موسمين ثم قرر المدرب الفرنسي آنذاك كلود بويل إعارته إلى نادي الدرجة الثانية أجاكسيو لمدة موسمين كاملين من أجل اكتساب خبرة اللعب في المباريات. بعد رحيل بويل تم تعيين الفرنسي ديديه ديشان مكانه الذي قرر عدم تجديد إعارة سكيلاتشي لموسم ثالث. في موسمه الأول 2002-2003 استطاع سكيلاتشي ان يفرض نفسه في التشكيلة الأساسية وساهم في احتلال ناديه المركز الثاني في بطولة دوري الدرجة الأولى والفوز ببطولة كأس الدوري الفرنسي. واصل سكيلاتشي تقديم أداء عالي المستوى في موسم 2003-2004 حيث ساهم في تأهل نادي موناكو إلى المباراة النهائية في بطولة دوري أبطال أوروبا ولكنه خسر من نادي بورتو البرتغالي 0-3.

### ليون
بعد رحيل ديشان عن تدريب نادي موناكو بسبب احتلاله المركز العاشر في بطولة دوري الدرجة الأولى وبالتالي عدم التأهل للمشاركة في البطولات القارية قرر سكيلاتشي الرحيل عن النادي والبحث عن نادي آخر يؤمن له المشاركة في إحدى البطولات القارية. كثرت الأندية الراغبة في التعاقد معه ولكنه فضل الانتقال إلى نادي ليون في عقد يمتد لأربع سنوات وفي المقابل انتقل سيلفان مونسورو من نادي ليون إلى نادي موناكو. شارك سكيلاتشي في المباراة الافتتاحية لبطولة دوري الدرجة الأولى في التشكيلة الأساسية حيث لعب بجانب البرازيلي كريس ثم ساهم بشكل فعال في تحقيق النادي بطولة دوري الدرجة الأولى للموسم السادس على التوالي وبفارق 17 نقطة عن أقرب منافسيه. كرر سكيلاتشي ما حدث في الموسم السابق وساهم في الفوز ببطولة دوري الدرجة الأولى للموسم السابع على التوالي.

### إشبيلية
في 15 يوليو 2008 وافق نادي ليون على التخلي عن سكيلاتشي لصالح نادي إشبيلية الإسباني مقابل 5 ملايين جنيه إسترليني حيث وقع سكيلاتشي على عقد يمتد لثلاث مواسم.

### أرسنال
في يوم 19 أغسطس 2010، أكد نادي أشبيلية على موقعه الرسمي على الإنترنت أن نادي أرسنال الإنجليزي كان قد تقدم بعرض رسمي (يُقال أنه 6.5 مليون باوند) لضم سكيلاتشي ويقول سكيلاتشي «ستكون خطوة إلي الأمام بالانضمام إلى نادٍ كبير كأرسنال». وفي 22 أغسطس أُعلن على موقع أشبيلية أن إدارة النادي قد قبلت العرض لبيع سكيلاتشي وقد خضع للفحوصات الطبية يوم الإثنين 23 أغسطس 2010 قبل أن يتم الإعلان عن الصفقة رسمياً في اليوم التالي.. وأبدى سكيلاتشي عن سعادته بالتوقيع مع آرسـنال حيث قال : أنا فخور جداً وسعيد جداً كوني أتواجد في نادي كبير كهذا. بالنسبة لى انه أحد أفضل الأندية الأوروبية ذات التاريخ العريق وهذا هو سبب سعادتي..

## المسيرة الرياضية مع المنتخبات
شارك سكيلاتشي في أول مباراة دولية مع منتخب فرنسا أمام منتخب البوسنة والهرسك وديا في سنة 2004 وأصبحت محصلته من المباريات الدولية 15. تم استدعائه للمشاركة في بطولة كأس الأمم الأوروبية لكرة القدم 2008 التي أقيمت في النمسا وسويسرا معا ولكنه لم يشارك في أي مباراة.

## روابط خارجية
- سيباستيان سكيلاتشي على موقع الاتحاد الدولي (مؤرشف)  (الإنجليزية)
- سيباستيان سكيلاتشي على موقع رابطة كرة القدم الفرنسية للمحترفين (الإنجليزية)
- سيباستيان سكيلاتشي على موقع إي إس بي إن إف سي (الإنجليزية)
- سيباستيان سكيلاتشي على موقع قاعدة بيانات كرة القدم.إي يو (الإنجليزية)
- سيباستيان سكيلاتشي على موقع ليكيب (الفرنسية)
- سيباستيان سكيلاتشي على موقع ناشيونال فوتبول تيمز (الإنجليزية)
- سيباستيان سكيلاتشي على موقع Soccerbase.com (لاعب) (الإنجليزية)
- سيباستيان سكيلاتشي على موقع Soccerway.com (الإنجليزية)
- سيباستيان سكيلاتشي على موقع عالم كرة القدم.نت (الإنجليزية)
- سيباستيان سكيلاتشي على موقع كووورة